# Волтер Єн Ліпкін
Волтер Єн Ліпкін (англ. Walter Ian Lipkin, 18 листопада 1952, Чикаго) — американський лікар, професор епідеміології в Школі громадської охорони здоров'я імені Мейлмана при Колумбійському університеті та професор неврології та патології в Коледжі лікарів і хірургів Колумбійського університету. Він також є директором Центру інфекції та імунітету, академічної лабораторії виявлень мікроорганізмів при гострих і хронічних захворюваннях. Ліпкін отримав міжнародне визнання за свою роботу з вірусом гарячки Західного Нілу, SARS та COVID-19.

## Освіта
Волтер Єн Ліпкін народився в Чикаго, де навчався в лабораторній школі Чиказького університету, та був президентом студентської ради в 1969 році. Він переїхав до Нью-Йорка та отримав ступінь бакалавра в коледжі Сари Лоуренс у 1974 році. У коледжі Сари Лоуренс він «відчував що якби я після коледжу пішов безпосередньо на культурну антропологію, то був би паразитом. Я пішов би кудись, узяв би інформацію про міфи та ритуали, і не мав би чого запропонувати. Тому я вирішив стати медичним антропологом і спробувати повернути традиційне лікування. Раптом я опинився в медичній школі». Повернувшись до свого рідного міста Чикаго, Ліпкін отримав ступінь доктора медицини в медичному коледжі Раша в 1978 році. Потім він став клінічним ординатором в Інституті неврології на Квін-сквер у Лондоні за стипендією, а також стажером медицини в університеті Піттсбурга у 1978—1979 роках. Він пройшов ординатуру з медицини в Університеті Вашингтона у 1979—1981 роках, і закінчив ординатуру з неврології в Каліфорнійському університеті в Сан-Франциско (1981—1984 роки). З 1984 по 1990 роки під керівництвом Майкла Олдстоуна та Флойда Блума він проводив постдокторські дослідження з мікробіології та нейронауки в Науково-дослідному інституті Скріппса. За 6 років у Скріппсі після завершення докторської роботи Ліпкін став старшим науковим співробітником та був президентом Товариства стипендіатів Скріппса в 1987 році.

## Кар'єра
Ліпкін заслужив репутацію «майстерного мисливця за вірусами» завдяки своїй швидкості та інноваційним методам виявлення нових вірусів, і отримав похвалу від директора Національного інституту алергії та інфекційних захворювань доктора Ентоні Фаучі. Як директор Центру інфекції та імунітету Школи громадського здоров'я Мейлмана; Ліпкін із початку пандемії COVID-19 очолював дослідників центру інфекцій, які співпрацювали з дослідниками Університету Сунь Ятсена в Китаї. Ліпкін також консультував уряд Китаю та Всесвітню організацію охорони здоров'я (ВООЗ) під час спалаху SARS у 2002—2004 роках. Доктор Ліпкін описав своє власне зараження вірусом SARS-CoV-2, починаючи з середини березня 2020 року, що призвело до зареєстрованого випадку COVID-19 і змусило його лікуватися від хвороби вдома, у подкасті «Цей тиждень з вірусології».
З 1990 по 2001 рік Ліпкін був завідувачем кафедри нейронаук Луїзи Тернер Арнольд в Каліфорнійському університеті в Ірвайні, а незабаром після цього був найнятий Колумбійським університетом. Він розпочав свою нинішню роботу в Колумбійському університеті як директор-засновник лабораторії інфекційних захворювань Джерома і Доуна Гріна з 2002 по 2007 рік, та перейшов на професорську посаду Джона Сноу, яку він займає досі.
Як лікар-науковець, Ліпкін отримав міжнародне визнання за свою роботу з вірусом гарячки Західного Нілу та SARS, а також за вдосконалення методів виявлення патогенів шляхом розробки поетапної стратегії з використанням методів, впроваджених у його лабораторії. Ці молекулярно-біологічні методи, включаючи MassTag-PCR, діагностику GreeneChip і High Throughput Sequencing, є важливим кроком на шляху виявлення та вивчення нових вірусних патогенів, які виникають локально по всьому світу. Волтер Ліпкін є головним вузлом у глобальній мережі дослідників, які працюють над вирішенням проблем спостереження та виявлення патогенів, навчив понад 30 вчених з усього світу цим найсучаснішим діагностичним методам.
Ліпкін є директором Центру досліджень у галузі діагностики та відкриття в рамках програми передових центрів Національного інституту охорони здоров'я для трансляційних досліджень. Дослідницький центр об'єднує провідних дослідників у галузі мікробної та людської генетики, інженерії, мікробної екології та громадського здоров'я для розробки розуміння механізмів захворювання та методів виявлення інфекційних агентів, характеристики мікрофлори та ідентифікації біомаркерів, які можна використовувати для спрямування клінічних управління. Раніше Ліпкін був директором Північно-східного центру біозахисту, регіонального центру передового досвіду з біозахисту та нових інфекційних захворювань, який охоплював 28 приватних і державних академічних закладів і закладів охорони здоров'я в Нью-Йорку, Нью-Джерсі та Коннектикуті. У рамках цього консорціуму його дослідження були зосереджені на виявленні патогенів, використовуючи як мішені геморагічні гарячки незрозумілого походження, гарячкові захворювання, енцефаліт і менінгоенцефаліт. Він є головним дослідником когорти дітей з аутизмом, унікальної міжнародної програми, яка досліджує епідеміологію та основи розладів нейророзвитку шляхом аналізу передбачуваної когорти з 100 тисяч дітей та їхніх батьків. Ця програма вивчає взаємодію між генами та середовищем у часі, біомаркери та траєкторію нормального розвитку та хвороби. Ліпкін також керує Центром співробітництва Всесвітньої організації охорони здоров'я з діагностики зоонозних та нових інфекційних захворювань, єдиним академічним центром і одним із двох у США (другий — Центри з контролю та профілактики захворювань), який бере участь у розслідуванні спалахів для ВООЗ.
Ліпкін був співголовою Керівного комітету Центрів з контролю та профілактики захворювань Національного консультативного підкомітету з біонагляду (NBAS). NBAS було створено у відповідь на Президентську директиву про національну безпеку 21 (HSPD-21) «Охорона здоров'я та медична готовність».
Волтер Єн Ліпкін є почесним директором Пекінського центру інфекційних захворювань, головою Науково-консультативної ради Інституту Пастера в Шанхаї, та входить до правління Австралійського кооперативного дослідницького центру біозахисту з нових інфекційних захворювань, Гуанчжоуського інституту біомедицини та охорони здоров'я, «EcoHealth Alliance», «Tetragenetics» і «454 Life Sciences Corporation».
Ліпкін працював науковим консультантом для фільму «Зараза». Фільм отримав високу оцінку за його наукову точність.

### Початок кар'єри
Хоча Ліпкін не зовсім медичний антрополог, він спеціалізується на інфекційних захворюваннях та їхньому неврологічному впливі. Його перша професійна публікація з'явилася в 1979 році під час його навчання в Лондоні як лист до редактора "Archives of Internal Medicineи (пізніше «JAMA Internal Medicine»), де він описує потенційну кореляцію між еозинопенією та бактеріємією в діагностичних оцінках бактеріємії у хворих. Під час навчання в інституті неврології в Лондоні він працював з Джоном Ньюсом-Девісом, який використовував плазмаферез, щоб краще зрозуміти нервово-м'язове захворювання міастенію.
У 1981 році Ліпкін почав ординатуру з неврології та працював у місцевій клініці в Сан-Франциско, приблизно в той час, коли СНІД почав вражати населення міста. Через соціальний погляд на гомосексуалістів у той час дуже небагато лікарів відвідували пацієнтів із такими симптомами. Він "спостерігав, як багато пацієнтів захворіли на СНІД. Вченим знадобилися роки, щоб виявити вірус, відповідальний за цю хворобу… "Я все це бачив і сказав: «Ми повинні знайти нові та кращі способи зробити це». Саме під час цієї епідемії Ліпкін застосував підхід до пошуку генів вірусу замість пошуку антитіл в інфікованих людей як спосіб прискорити процес діагностики. До середини 1980-х Ліпкін опублікував дві статті про дослідження СНІДу, і перейшов до використання більш патологічного підходу до ідентифікації вірусу. Він виявив пов'язані зі СНІДом імунологічні аномалії та запальну нейропатію, які, як він показав, можна лікувати за допомогою плазмаферезу, і продемонстрував, що контакт з вірусними інфекціями в ранньому віці впливає на функцію нейромедіаторів.

### Bornavirus
У 1989 році Ліпкін першим ідентифікував мікроорганізм за допомогою суто молекулярних інструментів. Під час роботи в Каліфорнійському університеті в Ірвайні Ліпкін протягом десятиліття опублікував кілька статей, присвячених аналізу та інтерпретації борнавірусу. Після того, як стало очевидно, що вірусні інфекції можуть вибірково змінювати поведінку та стабільні рівні мРНК нейромедіаторів у мозку, наступним кроком був пошук інфекційних агентів, які можна було б використовувати як зонди для картографування анатомічних і функціональних доменів у центральній нервовій системі.
До середини 1990-х років було доведено, що «хвороба Борна спричинена нейротропним РНК-вірус з негативним ланцюгом, який інфікує широкий спектр хребетних тварин», викликаючи «імуноопосередкований синдром, що призводить до порушень у рухах і поведінці». Це призвело до того, що кілька груп по всьому світу почали працювати над визначенням зв'язку між вірусом хвороби Борна (BDV) або спорідненим агентом і нервово-психічним захворюванням людини. Група офіційно називалася «Мікробіологія та імунологія нейропсихіатричних розладів» (MIND), а багатоцентрова, багатонаціональна група зосередилася на використанні стандартизованих методів клінічної діагностики та сліпої лабораторної оцінки борнавірусної інфекції. Після майже двох десятиліть досліджень дослідники з Центру інфекції та імунітету Колумбійського університету спільними зусиллями завершили перше сліпе контрольоване дослідження зв'язку між борнавірусом і психіатричними захворюваннями, які дійшли висновку, що немає асоціації між ними. Ліпкін зазначив, що «саме занепокоєння щодо потенційної ролі борнавірусу у психічних захворюваннях і неможливості ідентифікувати його за допомогою класичних методів спонукало нас до розробки молекулярних методів для виявлення патогенів. Зрештою ці нові методи дозволили нам спростувати роль борнавірусу у людини. Але факт залишається фактом: ми отримали стратегії для виявлення сотень інших патогенів, які мають важливе значення для медицини, сільського господарства та здоров'я навколишнього середовища».

### Вірус Західного Нілу
У 1999 році у двох хворих у медичному центрі лікарні Флашинг у Квінсі в штаті Нью-Йорк було зареєстровано гарячку Західного Нілу. Ліпкін очолював групу, яка ідентифікувала вірус Західного Нілу в тканинах мозку жертв енцефаліту в штаті Нью-Йорк. Було визначено, що потенційні шляхи поширення вірусу Західного Нілу в Нью-Йорку (і на сході Сполучених Штатів) походять переважно від комарів, але також можливі від інфікованих птахів або людей. Існує висока ймовірність того, що два міжнародні аеропорти поблизу перших зареєстрованих випадків також були початковими пунктами прибуття вірусу до Сполучених Штатів. Протягом 5 років після першого зареєстрованого випадку Ліпкін працював над дослідженням з Національним інститутом охорони здоров'я і Центром Водсворта при департаменті охорони здоров'я штату Нью-Йорк, щоб визначити, як можна розробити вакцину. Хоча вони досягли певного успіху в імунізації мишей частинками, схожими на структурний білок prME вірусу Західного Нілу, станом на 2018 рік досі не існує людської вакцини проти вірусу Західного Нілу.

### SARS-CoV
Китайські вчені вперше виявили коронавірус тяжкого гострого респіраторного синдрому (SARS) у лютому 2003 року, але через початкове неправильне тлумачення даних інформація про дійсний агент, пов'язаний з SARS, була прихована, а розслідування спалаху було відкладено. Розширені лікарняні заклади перебували під найбільшим ризиком, оскільки вони були найбільш сприйнятливими до передачі вірусу, тому саме «класична епідеміологія кедів» «відстеження контактів та ізоляція» привела до швидких дій проти епідемії. Віце-президент Китайської академії наук Чень Чжоу і міністр науки і технологій Китаю Сюй Гуаньхуа попросили Ліпкіна допомогти в розслідуванні оцінити стан епідемії, визначити прогалини в науки та розробити стратегію стримування вірусу та зниження захворюваності та смертності. Це призвело до розробки технології полімеразної ланцюгової реакції в реальному часі, яка, по суті, дозволила виявити інфекцію в більш ранні моменти, оскільки процес у цьому випадку спрямований на послідовність генів, і посилює аналіз у закритій системі. Це значно знижує ризик забруднення під час обробки. Тест-набори були розроблені за допомогою цього аналізу на основі ПЛР, і 10 тисяч було особисто доставлено до Пекіна під час розпалу спалаху Ліпкіним, після чого він навчив місцевих клінічних мікробіологів його правильного використання. Після повернення до США він захворів і потрапив на карантин.
Ліпкіна попросили приєднатися до цільової групи міністерства оборони США з карантинних вказівок щодо SARS під час розпалу спалаху SARS між 2003 і 2004 роками, щоб консультувати міністерство оборони США щодо кроків для внутрішнього контролю епідемії. Як частина EcoHealth Alliance, центр Ліпкіна працював разом із грантом Національного інституту охорони здоров'я, оцінюючи кажанів як резервуар вірусу SARS. Результатом цього гранту стало 47 публікацій, які також включали оцінку вірусів ніпа, гендра, Ебола та Марбург. Це виявилося важливим дослідженням у загальному дослідженні вірусних резервуарів, оскільки було встановлено, що кажани є носіями коронавірусів і або безпосередньо заражають людей шляхом обміну рідиною тіла (наприклад, укус), або опосередковано, заражаючи проміжного хазяїна, такого як свині. Ліпкін виступив на форумі охорони здоров'я в Гуанчжоу в січні 2004 року, і «China Daily» повідомила, що він сказав: «Імовірно існує резервуар вірусу SARS, і він поширюється щурами».
У 2016 році уряд Китаю нагородив його премією Міжнародної науково-технічної співпраці, найвищою національною науковою нагородою для іноземних учених, а в січні 2020 року він нагородив його медаллю на честь 70-річчя Китайської Народної Республіки, обидві нагороди за його роботу під час спалаху SARS у 2002—2004 роках та у зміцненні системи громадського здоров'я Китаю.

### MERS-CoV
Близькосхідний коронавірусний респіраторний синдром (MERS) вперше був зареєстрований у Саудівській Аравії в червні 2012 року, коли в місцевого жителя спочатку діагностували пневмонію, а потім він помер від ниркової недостатності. Початкові повідомлення про хворобу були схожі на SARS, оскільки симптоми хвороби були подібні, але швидко було встановлено, що ці випадки спричинені новим штамом під назвою MERS-CoV. Враховуючи досвід Ліпкіна зі спалахом SARS у Китаї майже 10 років тому, міністерство охорони здоров'я Саудівської Аравії надало Ліпкіну та його лабораторії місцевий доступ до зразків тварин, пов'язаних із першими зареєстрованими випадками. Маючи рідкісну нагоду, команда Ліпкіна створила мобільну лабораторію, здатну вмістити 6 одиниць особистого багажу, і була перевезена з Нью-Йорка до Саудівської Аравії комерційним рейсом для завершення аналізу зразків.
Здавалося малоймовірним, що кажани безпосередньо заражають людей, оскільки пряма фізична взаємодія між ними в кращому випадку обмежена. Дослідження було завершено в більшій місцевості, з обстеженням різноманітних популяцій кажанів у південно-східній Мексиці та визначаючи, наскільки різноманітними можуть бути віруси, які вони переносять. Однак стало очевидним, що верблюди були посередником у передачі між кажанами та людьми, оскільки верблюдяче молоко та м'ясо є основними продуктами харчування в Саудівській Аравії. Випадки передачі від людини до людини виявилися поодинокими в окремих хворих і будь-кого, хто перебував з ними в тісному прямому контакті, на відміну від широкої передачі на відкритому повітрі. До 2017 року було встановлено, що кажани, швидше за все, є еволюційним вихідним джерелом MERS-CoV разом з кількома іншими коронавірусами, хоча не всі ці типи зоонозних вірусів є прямою загрозою для людей, як MERS-CoV, і «В сукупності ці приклади демонструють, що пов'язані з MERS коронавіруси сильно асоціюються з кажанами та географічно поширені».

### Міалгічний енцефаломієліт/синдром хронічної втоми
Міалгічний енцефаломієліт/синдром хронічної втоми (ME/CFS) — це хронічний стан, що характеризується сильною втомою після навантаження, яка не знімається під час відпочинку, і проявляються іншими симптомами, зокрема болем у м'язах і суглобах і когнітивною дисфункцією. У вересні 2017 року Національний інститут охорони здоров'я США виділив грант у розмірі 9,6 мільйона доларів Колумбійському університету на проект «CfS for ME/CFS», призначений для проведення фундаментальних досліджень і розробки інструментів, які допоможуть лікарям і хворим ефективно контролювати перебіг хвороби. Ця співпраця під керівництвом Ліпкіна включала інші установи, зокрема Центр Бейтмена Горна (Люсінда Бейтман), Гарвардський університет (Ентоні Комарофф), Стенфордський університет (Кеган Монегетті), «Sierra Internal Medicine» (Деніель Петерсон), Університет Каліфорнії у Девісі (Олівер Фійн) і Медичний коледж імені Альберта Ейнштейна (Джон Гріллі), а також приватних клініцистів у Нью-Йорку.
Команда дослідників і клініцистів спочатку співпрацювала, щоб усунути зв'язок вірусу ксенотропного мишачого лейкозу (XMRV) з синдромом хронічної втоми після того, як Національний інститут охорони здоров'я запросив дослідження суперечливих зв'язків між цим вірусом і синдромом хронічної втоми. Група «консолідувала своє бачення за підтримки Ініціативи щодо хронічної втоми Фонду Гатчінсів та краудфінансової організації „The Microbe Discovery Project“, щоб вивчити роль інфекції та імунітету в захворюваннях і визначити біомаркери для діагностики за допомогою функціональних геномних, протеомних і метаболічних досліджень». У рамках проєкту мали зібрати велику клінічну базу даних і сховище зразків, де будуть зразки порожнини рота, фекалій і крові від добре охарактеризованих суб'єктів із міалгічним енцефаломієлітом/синдромом хронічної втоми, та контрольних груп із відповідністю частоти, зібраних по всій країні протягом кількох років. Крім того, дослідники працюють із спільнотою хвороби та групами захисту інтересів під час виконання проєкту.

### Гострий млявий мієліт (AFM)
Гострий млявий мієліт (AFM) є важким захворюванням спинного мозку з такими симптомами, як швидка поява слабкості рук або ніг, зниження рефлексів, труднощі з рухом очей, мовленням або ковтанням. Іноді можуть виникати оніміння або біль, можуть виникати ускладнення у вигляді проблеми з диханням. У серпні 2019 року Ліпкін і доктор Нішай Мішра опублікували спільне дослідження з Центрами з контролю та профілактики захворювань щодо аналізу серологічних даних зразків сироватки та спинномозкової рідини хворих з гострим млявим мієлітом. Команда Ліпкіна використовувала пептидні масиви високої щільності (також відомі як серочіпи) для ідентифікації антитіл до ентеровірусу EV-D68 у цих зразках. Технологія була представлена на виставці доктора Оза в середині вересня, ілюструючи, як ентеровірус впливає на спинномозкову рідину та фактичний серочіп, який використовувався для аналізу. У жовтні Університет Каліфорнії у Сан-Франциско опублікував окреме спільне дослідження з Центрами з контролю та профілактики захворювань, яке підтвердило наявність антитіл до ентеровірусу в зразках спинномозкової рідини хворого з гострим млявим мієлітом за допомогою фагового дисплея (VirScan). Ліпкін прокоментував цю подію у статті CNN за жовтень 2019 року: «Завжди добре бачити відтворюваність. Це точно дає більше впевненості у висновках. Це дає нам більше підтвердження того, що ми знайшли».

### SARS-CoV-2
За даними «Financial Times», Ліпкін вперше дізнався про COVID-19 від своїх знайомих у Китаї, де він вперше з'явився, у середині грудня 2019 року. На початку січня 2020 року він неодноразово закликав своїх китайських колег опублікувати генетичну послідовність вірусу, щоб допомогти дослідженням, і відвідав високопосадовців Китаю, включаючи прем'єр-міністра Лі Кецяна, щоб обговорити появу цієї хвороби. Ліпкін описав свою участь у ранніх розслідуваннях COVID-19 під час доповіді у квітні 2023 року Спеціальному комітету Палати представників США з питань пандемії коронавірусу.
29 січня 2020 року Ліпкін прилетів до китайського міста Гуанчжоу, щоб дізнатися про спалах SARS-CoV-2. Він зустрівся з епідеміологом і пульмонологом Чжун Наньшанем, головним радником китайського уряду під час спалаху. Ліпкін також працював із Центром контролю за захворюваннями Китаю, щоб отримати доступ до зразків крові з усієї країни для подальшого вивчення походження та поширення вірусу. Він не поїхав до Уханя, епіцентру спалаху, через побоювання, що це завадить йому повернутися до Сполучених Штатів. Повернувшись до США, Ліпкін залишився на карантині на 14 днів. Пізніше Ліпкін заразився SARS-CoV-2 у Нью-Йорку, відмовившись йти до лікарні, та лікувався гідроксихлорохіном вдома.
Ліпкін розкритикував те, що він вважав ксенофобською реакцією, яка звинувачує Китай у появі вірусу, зокрема слова президента США Дональда Трампа, який назвав його «китайським вірусом», і його рішення призупинити фінансування Всесвітньої організації охорони здоров'я через те, що вона «орієнтований на Китай» для вирішення «глобальних проблем» за допомогою «глобальних рішень». Він сказав, що низка помилкових кроків уряду сприяла дуже швидкому поширенню вірусу по всьому світу, і розкритикував відповіді США та Великої Британії, назвавши їх повільними, і звинуватив у зростанні кількості летальних випадків недостатнє та неадекватне тестування та відстеження. У США він виділив як проблему те, що він вважав непослідовністю в порадах, зокрема президента Трампа, і наголосив на необхідності національного лідерства, визнаючи, що окремі штати мають можливість приймати рішення в певних сферах. Він похвалив свого начальника інституту охорони здоров'я Ентоні Фаучі за його чесність. Він також попередив про небезпеку появи в майбутньому нових смертоносних вірусів.
Після поїздки до Китаю Ліпкін підтримував зв'язки з Лу Цзяхаєм, своїм партнером з дослідження в Університеті Сунь Ятсена в Гуанчжоу, і Чжун Наньшанем, щоб спробувати встановити походження вірусу. Їх зусилля, спрямовані на те, щоб з'ясувати, чи з'явився вірус в інших частинах Китаю та поширювався до того, як його вперше виявили в Ухані в грудні, включав тести на антитіла в загальнонаціональних банках крові пацієнтів із пневмонією, які передували пандемії, яка призвела до співпраці з Китайським центром контролю та профілактики захворювань. За словами Ліпкіна, це дослідження розпочалося на початку лютого. Міжнародна дослідницька група також почала вивчати зразки крові різних диких тварин, з яких, на її думку, потенційно походить вірус, щоб зрозуміти шляхи передачі вірусу від тварини до людини.
Ліпкін вважає, що вірус міг виникнути під час торгівлі дикими тваринами, та зазнав «повторних стрибків» від тварини до людини за кілька тижнів до того, як були зареєстровані перші випадки хвороби, такий потік подій мав нещодавні прецеденти у появі MERS-CoV, який перескочив від одногорбих верблюдів до людей у 2012 році, та SARS-CoV від циветових до людей у 2003 році.
Ліпкін є співавтором статті на тему «Найближче походження SARS-CoV-2», яка була опублікована в журналі «Nature Medicine» в березні 2020 року. Висновок геномного аналізу полягав у тому, що COVID-19 не виник внаслідок витоку з лабораторії, або є інфекцією, створеною людиною. У 2023 році американські республіканці стверджували, що ця стаття є прикриттям, заснованим на певних порушеннях, щоб відхилити теорію витоку з лабораторії. Стаття та суперечка стали відомі як «Проксимальне походження».

## Погляди на дослідження посилення функції
Експерименти з посилення функції мають на меті підвищити вірулентність та/або трансмісивність патогенів, щоб краще їх зрозуміти та інформувати про результати громадської охорони здоров'я. Це включає цільову генетичну модифікацію (для створення гібридних вірусів), послідовне проходження вірусу через тварину-хазяїна (для створення адаптивних мутацій) і цілеспрямований мутагенез (для введення мутацій). Ліпкін є зареєстрованим «прихильником» групи захисників експерименту з посилення функцій «Scientists for Science», співзасновником якої є його колега з Колумбійського університету Вінсент Раканьєлло. Національний інститут охорони здоров'я США в жовтні 2014 року наклав мораторій на дослідження посилення функції, та скасував мораторій у грудні 2017 року після запровадження суворішого контролю.
Ліпкін, не схвалюючи кожен експеримент із посилення функції, сказав, що «очевидно будуть випадки, коли дослідження посилення функції є необхідними та доречними». На прикладі гарячки Ебола, яка не може передаватися повітряно-крапельним шляхом, Ліпкін вважає, що «дослідники могли б обґрунтувати необхідність визначити, як вірус міг розвиватися в природі, створивши більш небезпечну версію в лабораторії». Ліпкін вважає, що повинні бути рекомендації для керування експериментами з посиленням функції. Він закликав Всесвітню організацію охорони здоров'я встановити суворі критерії біологічних змін, які можна було б застосовувати в усьому світі, включно з країнами, що розвиваються, для досліджень підвищення функціональності.

## Вибрані нагороди та відзнаки
| Рік/роки | Нагорода/Відзнака                                             | Установа/Організація                                        |
| -------- | ------------------------------------------------------------- | ----------------------------------------------------------- |
| 2020     | Медаль 70-річчя КНР                                           | Уряд КНР, Центральна військова комісія та Державна рада КНР |
| 2016     | Нагорода Китаю за міжнародне науково-технічне співробітництво | КНР                                                         |
| 2015     | Стипендіат                                                    | Товариство інфекційних захворювань Америки                  |
| 2010     | Член                                                          | Асоціація американських лікарів                             |
| 2008     | Професор епідеміології Джона Сноу                             | Колумбійський університет                                   |
| 2006     | Стипендіат                                                    | Американське товариство мікробіології                       |
| 2004     | Стипендіат                                                    | Нью-Йоркська академія наук                                  |
| 2003     | Спеціальний радник міністерства науки і технологій            | КНР                                                         |
| 1986-87  | Президент Товариства стипендіатів                             | Науково-дослідний інститут Скріппса                         |